# ライブ帝国 RCサクセション 70's
『ライブ帝国 RCサクセション 70's』は、2003年に発表されたRCサクセションのライブ・ビデオ。

## 解説
TVKテレビで放送された音楽番組「ヤング・インパルス」で放送されたライヴを収録した映像作品。
音声はオリジナル・モノラルと、モノラルを元に5.1chサラウンド化されたものが収録されている。

## 収録曲

### 1972年9月3日放送
TVKテレビスタジオ
1. もっとおちついて
（作詞：忌野清志郎　作曲：林小和生・肝沢幅一）

### 1972年12月31日放送
1. 三番目に大事なもの
（作詞：忌野清志郎、作曲：肝沢幅一）
2. ガラクタ
（作詞・作曲：忌野清志郎）
3. 冷たくしたわけは
（作詞：忌野清志郎、作曲：肝沢幅一）

### 1973年1月7日放送
TVKテレビスタジオ
1. ぼくの好きな先生
（作詞：忌野清志郎、作曲：肝沢幅一）
2. ぼくの自転車のうしろに乗りなよ
（作詞・作曲：忌野清志郎）
3. 2時間35分
（作詞：忌野清志郎、作曲：肝沢幅一）
4. 春が来たから
（作詞：忌野清志郎、作曲：肝沢幅一）
5. 愛してくれるなら
（作詞：忌野清志郎、作曲：肝沢幅一）
6. お墓
（作詞・作曲：忌野清志郎）
7. キミかわいいね
（作詞：忌野清志郎、作曲：肝沢幅一）